# Paradise Hills (película)
Paradise Hills es una película dramática de fantasía de 2019 dirigida por Alice Waddington en su debut como directora. Está protagonizada por Emma Roberts, Danielle Macdonald, Awkwafina, Jeremy Irvine, Arnaud Valois, Eiza González y Milla Jovovich. Tuvo su estreno mundial en el Sundance Film Festival el 27 de enero de 2019.

## Sinopsis
Uma se despierta en una isla llamada Paradise. Dirigida por la duquesa, esta isla se caracteriza porque llevan a mujeres jóvenes y les enseña a ser correctas. La isla proporciona curación emocional para quienes la necesitan y perfecciona a dichas jóvenes. Sin embargo, detrás del cuento de hadas como exterior, la isla esconde un siniestro secreto que amenaza a Uma y a los otros isleños.

## Producción
En noviembre de 2017, Emma Roberts y Danielle Macdonald se unieron al elenco de la película, con Alice Waddington bajo el guion de Nacho Vigalondo y Brian DeLeeuw. Adrián Guerra y Núria Valls. La produjo Nostromo Pictures. En abril de 2018, Milla Jovovich, Jeremy Irvine y Awkwafina se unieron finalmente a la producción de la película.

## Actores principales
- Emma Roberts como Uma.
- Danielle Macdonald como Chloe.
- Awkwafina como Yu.
- Eiza González como Amarna.
- Milla Jovovich como La Duquesa.
- Jeremy Irvine como Markus.
- Arnaud Valois como Hijo.
- Daniel Horvath como Favorito I.
- Julius Cotter como Cirujano

## Recepción
Fue nominada a varios premios su año de estreno, entre ellos Mejor diseño de vestuario en los Premios Goya y Mejor dirección artística y efectos visuales en los Premios Gaudí. 
Tiene un total de 67% en Rotten Tomatoes, de 70 críticas.